# Miles Browning
Pour les articles homonymes, voir Browning.
Miles Rutherford Browning est un militaire américain né le 10 avril 1897 à Perth Amboy et mort le 29 septembre 1954 à Boston.
Officier de la marine américaine affecté dans l'Atlantique pendant la Première Guerre mondiale et dans le Pacifique pendant la Seconde Guerre mondiale, c'est un pionnier des opérations de combat pour porte-avions.
Il est connu pour ses tactiques agressives de guerre aérienne en tant que capitaine de l'USS Enterprise pendant la Seconde Guerre mondiale. Sa citation pour la Navy Distinguished Service Medal déclare : « Sa planification judicieuse et sa brillante exécution ont été en grande partie responsables de la déroute de la flotte japonaise ennemie lors de la bataille de Midway ».